# Lacul Diemel
Lacul Diemel este un lac de acumulare care este situat la granița dintre landul Hessen și Nordrhein-Westfalen, Germania.

## Geografie
Lacul Diemel se întinde la câțiva kilometri nord-est de Upland (Hessen) la extremitatea nordică a munților Rothaar, districtul Waldeck-Frankenberg și Hochsauerland. Lacul se află în Parcul Național Diemel între localitățile Willingen și Marsberg. Barajul este la 500 de m de Helminghausen la sud-vest de Marsberg.

## Lacul
Lacul are adâncimea maximă de 34 m, un perimetru de 16 km, o capacitate de  19,9 milioane m³.

## Barajul
A fost construit între anii 1912 - 1924 folosindu-se diabaz ca material de construcție. Din cauza prmului război mondial lucrările de construcție au fost întrerupte, fiind continuate după război.

## Hidrocentrala
Hidrocentrala are două turbine, produce  1,04 MW, iar anual 2,50 GWh curent electric.

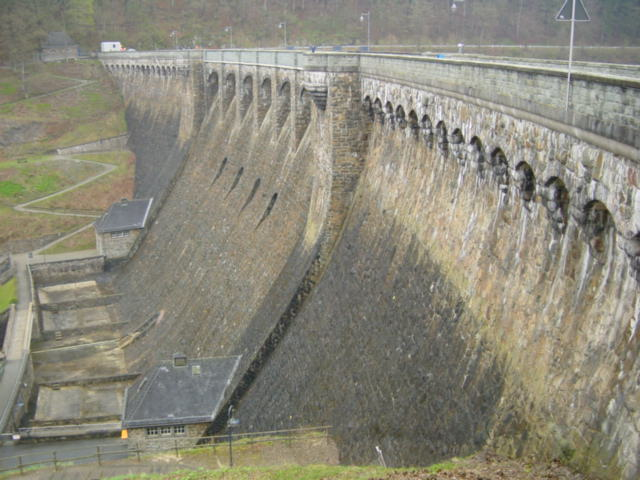
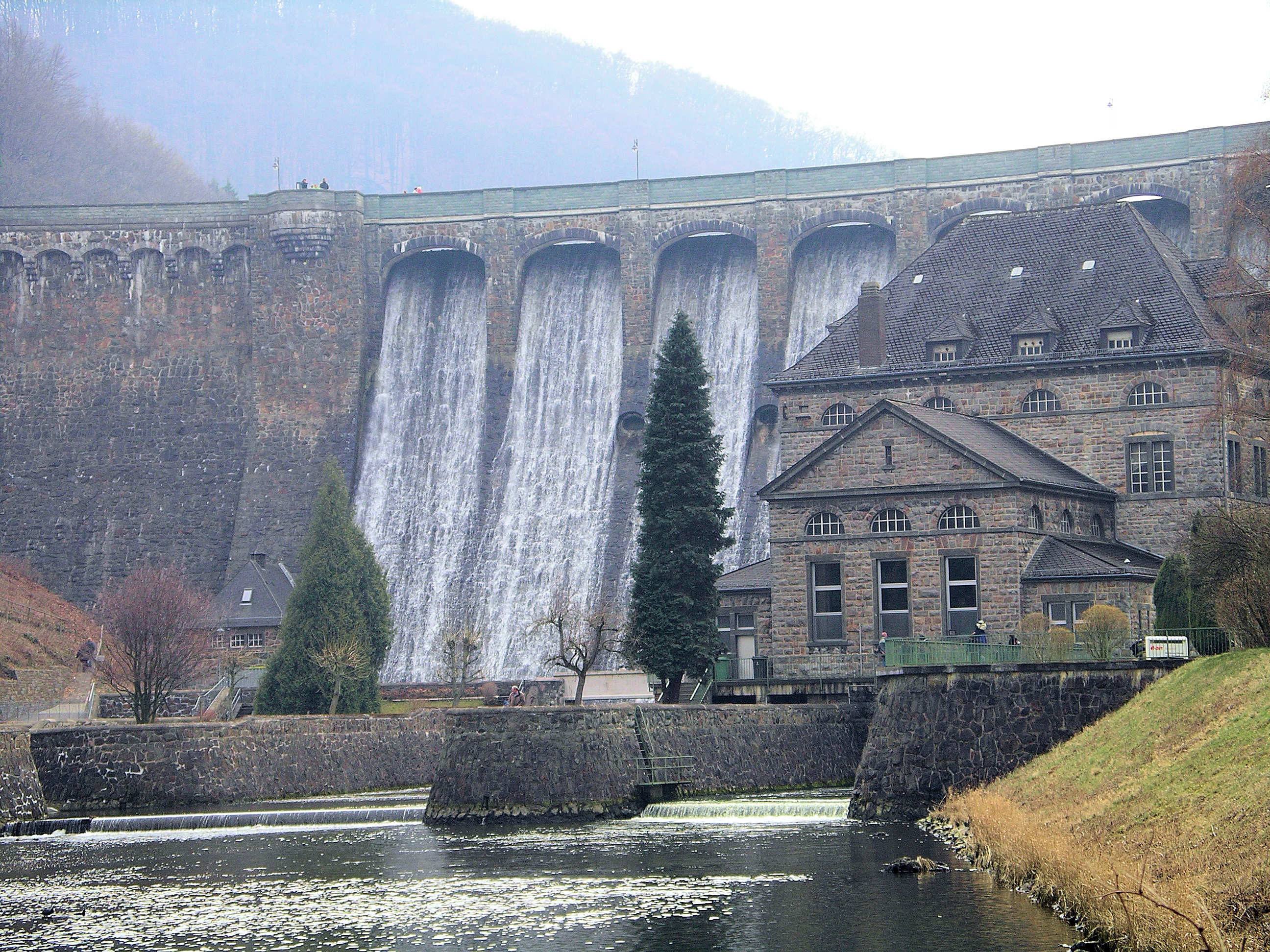
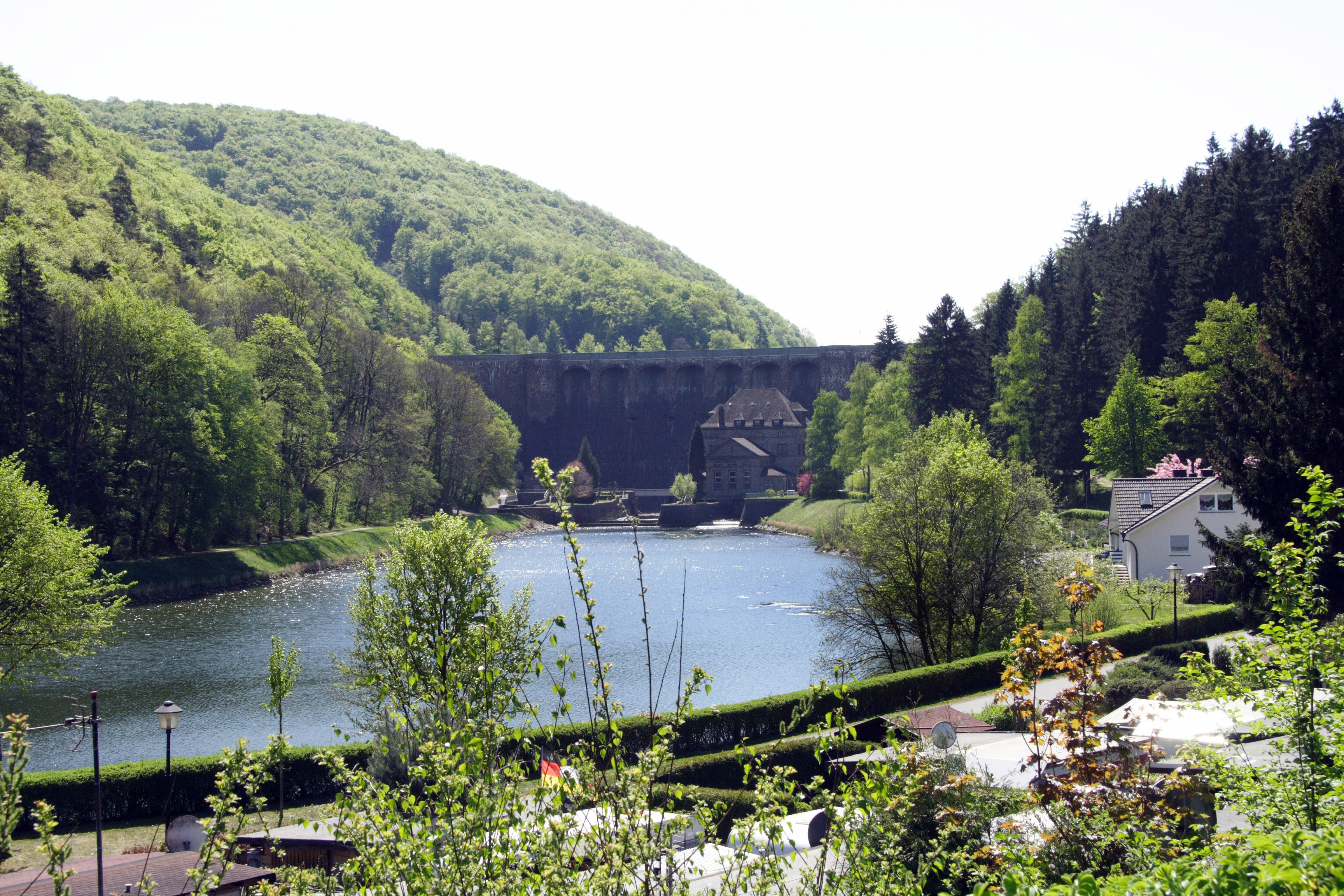